# Manifestatie van God
Manifestatie van God, of Manifestatie (mazhar), is de term die in het bahai-geloof wordt gebruikt voor de stichters van de grote godsdiensten, die rechtstreeks samenhangen met het concept van progressieve openbaring.
Bahai-gelovigen geloven in een enkele, onvergankelijke God, de schepper van alle dingen, inclusief alle wezens en krachten in het universum. Hoewel rechtstreeks ontoegankelijk, wordt God gezien als bewust van zijn creatie, met een geest, wil en doel. Bahai-gelovigen menen dat God te allen tijde spreekt op vele manieren, onder meer door een reeks van goddelijke boodschappers aangeduid als manifestaties van God of goddelijke opvoeders. Zij zijn de stichters van religie in de wereld en worden gezien als intermediair tussen God en de mensheid.
De manifestaties van God worden niet gezien als een incarnatie van God, maar ze worden ook niet gezien als gewone sterveling. In plaats daarvan benadrukt het bahai-concept van de manifestatie van God tegelijkertijd de menselijkheid van de tussenpersoon en de goddelijkheid van de manier waarop ze de wil, kennis en eigenschappen van God tonen, dus zij hebben zowel een menselijke als een goddelijke rang. Onder andere godsdiensten lijkt deze mening het meest op de christelijke opvatting van Christus. De manifestaties van God zijn als een zuivere spiegel die de eigenschappen van God op deze materiële wereld weerspiegelen.
Volgens 'Abdu'l-Bahá moeten manifestaties van God in ieder aspect boven elke andere persoon staan, om ervoor te zorgen dat ze effectief mensen kunnen onderwijzen. Ergens anders zegt hij: "De essentiële vereiste en kwalificatie van het profetenambt is het opleiden en begeleiden van de mensen."
In wezen worden de manifestaties van God gezien als Goddelijke opvoeders, die door God worden gezonden met het doel de mensheid verheffend en Zijn wil te uiten. In de uiting van Gods doel, zijn deze manifestaties de vestigers van religie in de wereld, brengt ieder van hen een boek en openbaart leringen en wetten afhankelijk van het tijdstip en de plaats waarop ze verschijnen.
Manifestaties van God die in de bahai-geschriften worden genoemd zijn buiten de Báb en Bahá'u'lláh bijvoorbeeld Adam, Noach, Krishna, Mozes, Abraham, Zoroaster, Boeddha, Jezus en Mohammed. Zo wordt religieuze geschiedenis geïnterpreteerd als een reeks van dispensaties, waarbij elke manifestatie een wat bredere en verder gevorderde openbaring brengt, die geschikt is voor de tijd en de plaats waar deze werd geuit.